# بلبل کاکل‌سیاه
بلبل کاکل‌سیاه (نام علمی: Rubigula flaviventris) عضوی از خانواده بلبلان از پرندگان گنجشک‌سان است که از شبه قاره هند تا جنوب شرق آسیا یافت می‌شود.
تا سال ۲۰۰۸، بلبل کاکل‌سیاه با بلبل‌های کلاه‌سیاه، گلوسرخ، گلوآتشی و بورنئویی هم‌گونه در نظر گرفته می‌شد.

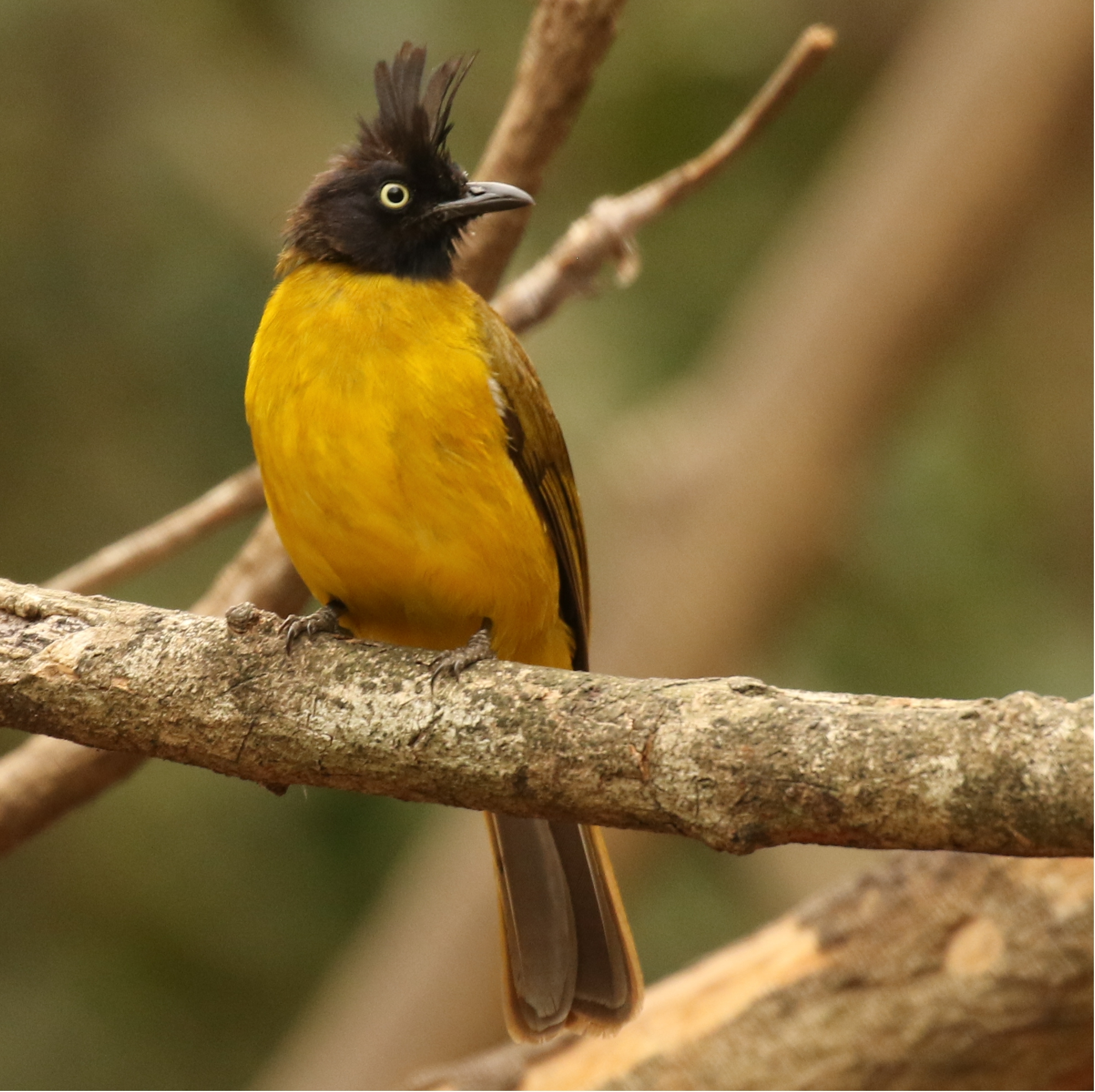
پارک ناتل کائنگ کراچان - تایلند